# Nathan Mitchell
Nathan Mitchell (ur. 6 grudnia 1988 w Mississauga, Ontario, Kanada) – kanadyjski aktor. Najbardziej znany jest z roli Mrocznego Cienia w produkcji Amazon pt. The Boys, która jest adaptacją komiksu o tej samej nazwie.

## Wczesne życie
Nathan urodził się w miejscowości Mississauga w Ontario. Ma on pochodzenie trynidadzkie i jamajskie.

## Kariera
Mitchell zadebiutował w 2007 roku stałą rolą w serialu Obcy w Ameryce. Pojawił się w programach Arrow, The Tomorrow People, Poza czasem, iZombie i Nie z tego świata. Mitchell pojawił się także w filmie Spalona Ziemia z 2018 roku oraz w oryginalnym serialu Netflixa Ginny & Georgia.
W 2019 roku Nathan Mitchell zagrał w serialu The Boys jako Mroczny Cień. Jego silna alergia na orzechy została twórczo włączona do roli Mrocznego Cienia jako raczej unikalny rodzaj kryptonimu dla tej postaci. W jednej pamiętnej scenie Królowa Maeve pokonuje Mroczny Cień batonem Almond Joy. Mitchell wcieli się także w drugiego Mrocznego Cienia po śmierci pierwszego w trzecim sezonie.